# 人体骨骼列表

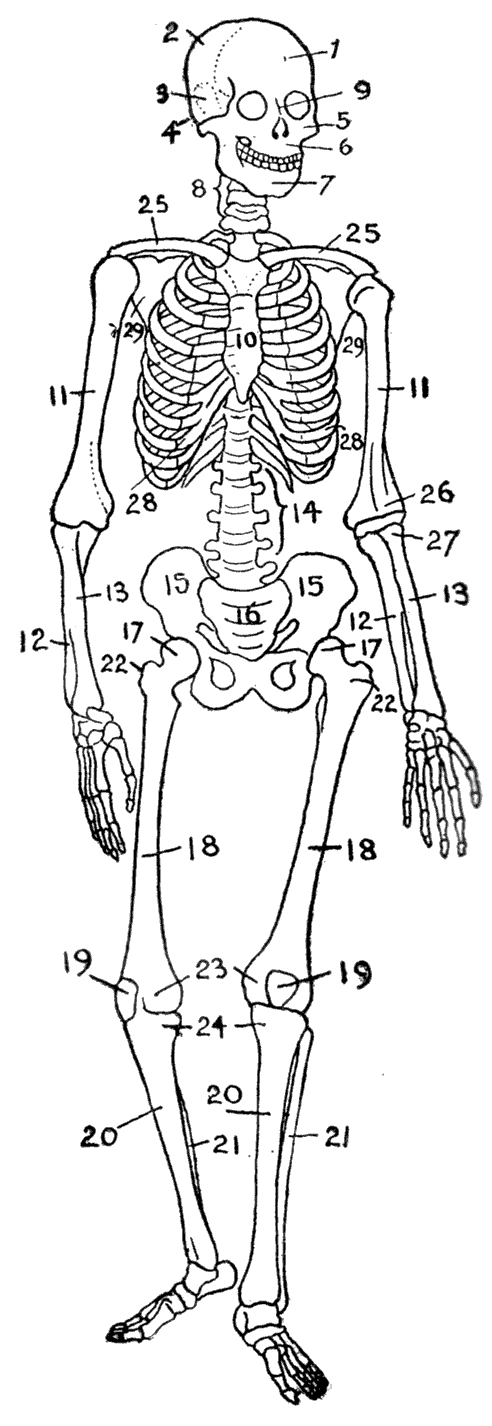
骨骼編號圖說
1. 額骨
2. 頂骨
3. 顳骨
4. 枕骨
5. 顴骨
6. 上頷骨
7. 下頷骨
8. 頸椎
9. 鼻骨
10. 胸骨
11. 肱骨
12. 尺骨
13. 橈骨
14. 腰椎
15. 髖骨
16. 薦骨
17. 股骨頭
18. 股骨
19. 髕骨
20. 脛骨
21. 腓骨
22. 股骨大轉子
23. 股骨骨骺
24. 脛骨骨骺
25. 鎖骨
26. 肱骨骨骺
27. 橈骨頭
28. 肋骨
29. 肩胛骨

標準成年人體骨架共由206塊骨骼構成。若將胸骨分成三塊（胸骨柄、本體、劍突）計算，則骨骼數會稍多，變成208塊。
新生兒的骨骼共有270塊，但隨著成長，骨骼彼此融合，三十歲後只會餘下80塊中軸骨（29+26+25）與126塊附肢骨（64+62）。籽骨當中，髕骨與豌豆骨會被計入。此外，還有若干附屬骨（大多也是籽骨）不被算進此列表內，主要的附屬骨有20塊。
除了發育過程，由於解剖結構變異，一個人的骨骼可能與平均數量有所出入。常見變異包含頭骨縫合線上的縫間骨，以及主要在手腳肌腱內發育的籽骨。有些人可能有額外的頸肋或腰肋。截肢或其他傷害可能使骨骼減少，完全骨折可能將一塊骨骼分成多塊。其他先天變異還包含多指、連體雙胞胎（骨骼異常多）、少指畸形（骨骼異常少）等。

## 頭骨
若計入舌骨與中耳的聽小骨，則頭骨共有29塊。
- 腦顱骨（Cranial bones）：共8塊
  - 額骨（Frontal bone）
  - 頂骨（Parietal bone）：2塊
  - 顳骨（Temporal bone）：2塊
  - 枕骨（Occipital bone）
  - 蝶骨（Sphenoid bone）
  - 篩骨（Ethmoid bone）
- 顏面骨（英语：facial skeleton）（Facial bones）：共14塊
  - 顴骨（Zygomatic bone）：2塊
  - 上頜骨（Maxilla）：2塊
  - 下頜骨（Mandible）
  - 鼻骨（Nasal bone）：2塊
  - 腭骨（Palatine bone）：2塊
  - 淚骨（Lacrimal bone）：2塊
  - 犁骨（Vomer）
  - 下鼻甲（Inferior nasal concha，INC）：2塊
- 舌骨（Hyoid bone）：1塊
- 聽小骨（Ossicles）：共6塊
  - 錘骨（Malleus）：2塊
  - 砧骨（Incus）：2塊
  - 鐙骨（Stapes）：2塊

## 脊柱
脊柱由椎骨組成，分為五段。成人脊柱一般包含26塊骨骼，兒童則有34節椎骨。
- 頸椎（Cervical vertebrae）：7節
- 胸椎（Thoracic vertebrae）：12節
- 腰椎（Lumbar vertebrae）：5節
- 骶骨（Sacrum）：成人1塊，新生兒有5節。
- 尾骨（Coccyx）：成人1塊，若干變異可能有2—3節，新生兒有4節。

## 胸部
胸廓由25塊骨骼組成（胸骨算1塊。若加上胸椎，則有37塊），某些個案擁有額外的頸肋。
- 胸骨（Sternum）：若將胸骨柄、本體、劍突分開計算，則為3塊，否則為1塊。
- 肋骨（Rib）：24根，包含7對真肋與5對假肋。

## 上肢
上肢包含32對、64塊骨骼。
- 肩帶（Shoulder girdle）：2對，共4塊。人類的烏喙骨已經與肩胛骨合併。
  - 鎖骨（Clavicle；collarbone）：2根
  - 肩胛骨（Scapula）：2塊
- 上臂（Arm）：1對，共2根。
  - 肱骨（Humerus）：2根
- 前臂（Forearm）：2對，共4根。
  - 尺骨（Ulna）：2根
  - 橈骨（Radius）：2根
- 手（Hand）：27對，共54塊。
  - 腕骨（Carpus）：共16塊，單側8塊。
    - 手舟骨（Scaphoid bone）：2塊
    - 月骨（Lunate bone）：2塊
    - 三角骨（英语：triquetral）（Triquetral bone）：2塊
    - 豌豆骨（Pisiform bone）：2塊
    - 大多角骨（Trapezium bone）：2塊
    - 小多角骨（Trapezoid bone）：2塊
    - 頭状骨（Capitate bone）：2塊
    - 鉤骨（Hamate bone）：2塊

  - 掌骨（Metacarpus）：5對，共10根。
  - 指骨：14對，共28根。
    - 近節指骨（Proximal phalanx）：5對，共10根。
    - 中節指骨（Middle phalanx）：拇指無，故為4對，共8根。
    - 遠節指骨（Distal phalanx）：5對，共10根。

## 下肢
下肢包含31對、62塊骨骼。
- 骨盆帶（Pelvis girdle）：1對，共2塊。
  - 髖骨（Hip bone）：2塊，由髂骨（Ilium）、坐骨（Ischium）和耻骨（Pubis）融合而成。
- 大腿（Thigh）：2對，共4根。
  - 股骨（Femur）：2根
  - 髕骨（patella）：2塊
- 小腿（Leg）：2對，共4根。
  - 脛骨（Tibia）：2根
  - 腓骨（Fibula）：2根
- 足部（Foot）：共26對，52塊。
  - 距骨（Talus）：2塊
  - 跟骨（Calcaneus）：2塊
  - 跗骨（Tarsus）：共10塊
    - 足舟骨（Navicular bone）：2塊
    - 骰骨（Cuboid bone）：2塊
    - 楔形骨（Cuneiform bone）：6根，分為內側；中間、外側3對。

  - 蹠骨（Metatarsus）：5對，共10根。
  - 趾骨：14對，共28根。
    - 近節趾骨（Proximal phalanx）：5對，共10根。
    - 中節趾骨（Middle phalanx）：拇指無，故為4對，共8根。
    - 遠節趾骨（Distal phalanx）：5對，共10根。